# 陈大岳
陈大岳（1963年10月—），男，浙江温州人，中国概率统计学家，曾任北京大学数学科学学院院长、教授、博士生导师，中国数学会副理事长、秘书长。